# Grúixevo
Grúixevo (en rus: Грушево) és un poble de l'óblast d'Astracan, a Rússia, segons el cens del 2012 tenia 423 habitants.